# 海原徹
海原 徹（うみはら とおる、1936年3月 - ）は、日本の教育学者・歴史学者。教育学博士（京都大学・論文博士・1973年）。元京都学園大学学長、京都大学名誉教授。専門は日本教育史特に江戸時代から近代にかけての教育、吉田松陰や松下村塾などについて研究。

## 略歴
- 1954年 山口県立下関東高等学校（現：山口県立豊浦高等学校）卒業
- 1961年 京都大学教育学部卒業
- 1963年 京都大学大学院教育学研究科修士課程修了
- 1974年 京都大学教養部助教授
- 1988年 京都大学教養部教授
- 1992年 京都大学大学院人間・環境学研究科教授
- 1999年 定年退官、京都学園大学教授
- 2002年 京都学園大学学長（2006年まで）

## 著書
- 『明治維新と教育』ミネルヴァ書房 1972年
- 『明治教員史の研究』ミネルヴァ書房 1973年
- 『大正教員史の研究』ミネルヴァ書房 1977年
- 『日本史小百科 学校』近藤出版社 1979年
- 『近世私塾の研究』思文閣 1983年
- 『教育学 歴史・理論・課題』ミネルヴァ書房 1987年
- 『近世の学校と教育』思文閣 1988年
- 『吉田松陰と松下村塾』ミネルヴァ書房 1990年
- 『松下村塾の人びと』ミネルヴァ書房 1993年
- 『松下村塾の明治維新』ミネルヴァ書房 1999年
- 『江戸の旅人吉田松陰』ミネルヴァ書房 2003年
- 『吉田松陰 身はたとひ武蔵の野辺に』ミネルヴァ書房（ミネルヴァ日本評伝選）2003年
- 『偉大なる凡人 辻本光楠』丸善 2005年
- 『月性 人間到る処青山有り』ミネルヴァ書房（ミネルヴァ日本評伝選）2005年
- 『エピソードでつづる吉田松陰』ミネルヴァ書房 2006年。（海原幸子共著）
- 『高杉晋作 動けば雷電のごとく』ミネルヴァ書房（ミネルヴァ日本評伝選）、2007年
- 『広瀬淡窓と咸宜園 ことごとく皆宜し』ミネルヴァ書房 2008年
- 『吉田松陰に学ぶ 現代に語りかける叡智』ミネルヴァ書房 2010年
- 『松陰の歩いた道 旅の記念碑を訪ねて』ミネルヴァ書房 2015年

## 出演
- 『BS歴史館・スーパーティーチャー吉田松陰』：ヒストリー・チャンネル2014年3月19日23:00～24:00